# Dyskografia E-40
Dyskografia amerykańskiego rapera E-40 zawiera nagrania solowe, a w tym albumy studyjne, kompilacje, single oraz listę teledysków.

## Albumy

### Albumy studyjne
| Rok  | Tytuł | Notowania | Notowania | Notowania | Certyfikacje  |
| Rok  | Tytuł | US        | US R&B    | US Rap    | Certyfikacje  |
| ---- | --- | --------- | --------- | --------- | ------------- |
| 1992 | Federal - Data wydania: 10 listopada, 1992 - Wytwórnia: Sick Wid It, Jive                                                 | —         | 80        | *         |               |
| 1995 | In a Major Way - Data wydania: 14 marca, 1995 - Wytwórnia: Sick Wid It, Jive                                              | 13        | 2         | *         | - US: platyna |
| 1996 | Tha Hall of Game - Data wydania: 29 października, 1996 - Wytwórnia: Sick Wid It, Jive                                     | 4         | 2         | *         | - US: złoto   |
| 1998 | The Element of Surprise - Data wydania: 11 sierpnia, 1998 - Wytwórnia: Sick Wid It, Jive                                  | 13        | 4         | *         | - US: złoto   |
| 1999 | Charlie Hustle: The Blueprint of a Self-Made Millionaire - Data wydania: 18 sierpnia, 1999 - Wytwórnia: Sick Wid It, Jive | 28        | 2         | *         |               |
| 2000 | Loyalty and Betrayal - Data wydania: 10 października, 2000 - Wytwórnia: Sick Wid It, Jive                                 | 18        | 4         | *         |               |
| 2002 | Grit & Grind - Data wydania: 25 czerwca, 2002 - Wytwórnia: Sick Wid It, Jive                                              | 13        | 5         | *         |               |
| 2003 | Breakin’ News - Data wydania: 1 lipca, 2003 - Wytwórnia: Jive                                                             | 16        | 4         | *         |               |
| 2006 | My Ghetto Report Card - Data wydania: 14 marca, 2006 - Wytwórnia: Sick Wid It, Warner Bros.                               | 3         | 1         | 1         | - US: złoto   |
| 2008 | The Ball Street Journal - Data wydania: 24 listopada, 2008 - Wytwórnia: Sick Wid It, Warner Bros.                         | 42        | 6         | 3         |               |
| 2010 | Revenue Retrievin’: Day Shift - Data wydania: 30 marca, 2010 - Wytwórnia: Heavy on the Grind Ent., Jive                   | 47        | 15        | 5         |               |
| 2010 | Revenue Retrievin’: Night Shift - Data wydania: 30 marca, 2010 - Wytwórnia: Heavy on the Grind Ent., Jive                 | 49        | 17        | 6         |               |
| 2011 | Revenue Retrievin’: Overtime Shift - Data wydania: 29 marca, 2011 - Wytwórnia: Heavy on the Grind Ent./EMI                | 42        | 13        | 7         |               |
| 2011 | Revenue Retrievin’: Graveyard Shift - Data wydania: 29 marca, 2011 - Wytwórnia: Heavy on the Grind Ent./EMI               | 40        | 12        | 6         |               |
| 2012 | The Block Brochure: Welcome to the Soil 1 - Data wydania: 26 marca, 2012 - Wytwórnia: Heavy on the Grind Ent., EMI        | TBR       | TBR       | TBR       |               |
| 2012 | The Block Brochure: Welcome to the Soil 2 - Data wydania: 26 marca, 2012 - Wytwórnia: Heavy on the Grind Ent., EMI        | TBR       | TBR       | TBR       |               |
| 2012 | The Block Brochure: Welcome to the Soil 3 - Data wydania: 26 marca, 2012 - Wytwórnia: Heavy on the Grind Ent., EMI        | TBR       | TBR       | TBR       |               |

### Kompilacje
| Rok  | Tytuł                                           | Notowania | Notowania |
| Rok  | Tytuł                                           | U.S.      | U.S. R&B  |
| ---- | ----------------------------------------------- | --------- | --------- |
| 1997 | Southwest Riders                                | 23        | 2         |
| 2004 | The Best of E-40: Yesterday, Today and Tomorrow | 133       | 43        |
| 2005 | The Bay Bridges Compilation                     | –         | –         |
| 2007 | Hyphy Movement                                  | –         | –         |

### Wspólne albumy

#### Z Too Shortem
| Rok  | Tytuł               | Notowania | Notowania |
| Rok  | Tytuł               | U.S.      | U.S. R&B  |
| ---- | ------------------- | --------- | --------- |
| 2012 | The History Channel |           |           |

#### Z The Click
| Rok  | Tytuł                 | Notowania | Notowania |
| Rok  | Tytuł                 | U.S.      | U.S. R&B  |
| ---- | --------------------- | --------- | --------- |
| 1992 | Down and Dirty        | –         | 87        |
| 1995 | Game Related          | 21        | 3         |
| 2001 | Money & Muscle        | 99        | 23        |
| 2003 | The Best of The Click | –         | –         |

## Single

### Solowe
| Rok  | Tytuł                                       | Pozycja | Pozycja  | Pozycja  | Album                           |
| Rok  | Tytuł                                       | U.S.    | U.S. R&B | U.S. Rap | Album                           |
| ---- | ------------------------------------------- | ------- | -------- | -------- | ------------------------------- |
| 1994 | „Captain Save a Hoe” (z The Click)          | 94      | 63       | —        | The Mail Man                    |
| 1995 | „1-Luv” (featuring Levitti)                 | 71      | 51       | 4        | In a Major Way                  |
| 1995 | „Sprinkle Me” (featuring Suga T)            | 44      | 24       | 5        | In a Major Way                  |
| 1997 | „Things'll Never Change” (featuring Bo-Roc) | 29      | 19       | 4        | Tha Hall of Game                |
| 2000 | „Nah, Nah...” (featuring Nate Dogg)         | —       | 61       | —        | Loyalty & Betrayal              |
| 2002 | „Automatic” (featuring Kokane & Fabolous)   | —       | 72       | —        | Grit & Grind                    |
| 2003 | „Quarterbackin'” (featuring Clipse)         | —       | 72       | —        | Breakin’ News                   |
| 2006 | „Tell Me When to Go” (feat. Keak da Sneak)  | 35      | 37       | 8        | My Ghetto Report Card           |
| 2006 | „U and Dat” (featuring T-Pain & Kandi Girl) | 13      | 8        | 4        | My Ghetto Report Card           |
| 2008 | „Turf Drop” (featuring Lil Jon)             | —       | 107      | —        | Single only                     |
| 2008 | „Wake It Up” (featuring Akon)               | 117     | 87       | —        | The Ball Street Journal         |
| 2008 | „Break Ya Ankles” (featuring Shawty Lo)     | —       | 90       | —        | The Ball Street Journal         |
| 2010 | „The Server"                                | —       | —        | —        | Revenue Retrievin’: Night Shift |

### Inne notowane utwory
| Rok  | Tytuł                                                                               | Pozycja  | Album                                         |
| Rok  | Tytuł                                                                               | U.S. R&B | Album                                         |
| ---- | ----------------------------------------------------------------------------------- | -------- | --------------------------------------------- |
| 1996 | „Rapper's Ball” (featuring Too Short & K-Ci)                                        | 40       | The Hall of Game                              |
| 1998 | „Hope I Don’t Go Back” (featuring Otis & Shug)                                      | 40       | The Element of Surprise                       |
| 1999 | „Big Ballin with My Homies"                                                         | 105      | The Blueprint of a Self-Made Millionaire      |
| 2002 | „Rep Yo City” (featuring Petey Pablo, Bun B, 8Ball, & Lil Jon & the East Side Boyz) | 73       | Grit & Grind & Kings of Crunk                 |
| 2003 | „One Night Stand"                                                                   | 108      | Breakin News                                  |
| 2003 | „Act a Ass” (featuring Rankin Scroo)                                                | 121      | Breakin News                                  |
| 2004 | „Thick & Thin” (featuring Lil’ Mo)                                                  | 120      | The Best of E-40: Yesterday, Today & Tomorrow |

### Gościnnie
| Rok  | Tytuł                                                                                           | Pozycja | Pozycja  | Pozycja  | Album                        |
| Rok  | Tytuł                                                                                           | U.S.    | U.S. R&B | U.S. Rap | Album                        |
| ---- | ----------------------------------------------------------------------------------------------- | ------- | -------- | -------- | ---------------------------- |
| 2000 | „Baller Blockin” (Cash Money Millionaires featuring E-40)                                       | —       | 123      | —        | Baller Blockin' (soundtrack) |
| 2006 | „Snap Yo Fingers” (Lil Jon featuring E-40 & Sean P)                                             | 7       | 1        | 1        | Tylko singiel                |
| 2006 | „Candy (Drippin' Like Water)” (Snoop Dogg featuring E-40, MC Eiht, Goldie Loc, &Tha Dogg Pound) | —       | —        | —        | Tha Blue Carpet Treatment    |
| 2007 | „Oh Yeah (Work)” (Lil Scrappy featuring Sean P & E-40)                                          | 113     | 60       | 20       | Bred 2 Die Born 2 Live       |

## Występy gościnne
- 1993: „Mo' Mail” (Spice 1 featuring E-40)
- 1994: „Santa Rita Weekend” (The Coup featuring Spice 1 & E-40)
- 1994: „D-Boyz Got Love for Me” (Spice 1 featuring E-40)
- 1995: „Friend or Foe” (Eightball & MJG featuring E-40, Mac Mall, & Big Mike)
- 1995: „Can U Feel It?” (Spice 1 featuring E-40 & Young Kyoz)
- 1995: „Birds in the Kitchen” (C-Bo featuring E-40)
- 1995: „Shimmy Shimmy Ya (remix)” (Ol’ Dirty Bastard featuring MC Eiht & E-40)
- 1995: „I Got 5 on It (remix)” (Luniz featuring Spice 1, Shock G, Richie Rich, Dru Down & E-40)
- 1995: „Exercise Yo Game” (Coolio featuring E-40, 40 Thevz & Kam)
- 1996: „Aint Hard to Find” (2Pac featuring B-Legit, C-Bo, D-Shot, Richie Rich, & E-40)
- 1996: „It’s On” (Richie Rich featuring E-40)
- 1997: „Come and Get Some” (SWV featuring E-40)
- 1997: „Here We Go” (Mystikal featuring E-40 & B-Legit)
- 1998: „Gotta Make That Money”  (TQ featuring E-40)
- 1998: „Get Your Paper”  (Master P featuring E-40)
- 2000: „One Day”  (TQ featuring E-40)
- 2000: „The One”  (TQ featuring E-40)
- 2001: „Time Iz Money”  (Big Syke featuring DJ Quik & E-40)
- 2002: „The Way We Ball (remix)” (Lil Flip featuring E-40, Lil Ron & Yung Reed)
- 2003: „Speculationz”  (Twiztid featuring E-40)
- 2005: „Hustle (remix)” (MURS featuring E-40, Chingo Bling, & John Cena)
- 2006: „Dats my part” (DJ Shadow featuring E-40)
- 2006: „Jellysickle” (Tech N9ne featuring E-40)
- 2006: „Snap Yo Fingers” (Lil Jon featurning E-40 & Sean P)
- 2007: „Talk Hard” (Twista featuring E-40 & Pitbull)
- 2007: „Can't Be Faded” (Young Dre The Truth featuring E-40 & Nate Dogg)
- 2007: „2 Step (Remix)” (Unk featuring T-Pain, E-40 & Jim Jones)
- 2008: „Crazy” (Rory featuring E-40)
- 2007: „A Bay Bay (The Ratchet Remix)” (Hurricane Chris featuring The Game, Lil Boosie, E-40, Birdman, Angie Locc, & Jadakiss)
- 2007: „Shes All Mine” (Nick Cannon featuring E-40 & Bosko)
- 2008: „She Bad” (V Factory featuring E-40)
- 2008: „The Bidness” (Krizz Kaliko featuring DJ Chill & E-40)
- 2008: „Get Silly (Mr. ColliPark Remix)” (V.I.C. featuring Soulja Boy Tell ’Em, Bun B, E-40, Pitbull, Polow da Don, Jermaine Dupri, Arab, DJ Unk, Big Kuntry King, Tex James, & Bubba Sparxxx)
- 2009: „Santana DVX” (The Lonely Island featuring E-40)
- 2009: „Click Click” (MSTRKRFT featuring E-40)
- 2009: „Exclusive Ownership”  (Busta Rhymes featuring E-40)
- 2009: „Booty Call”  (BrokeNCYDE featuring E-40)
- 2009: „Doe Doe” (Krizz Kaliko featuring E-40)
- 2009: „Running Wild”  (Cunninlynguists featuring E-40)
- 2009: „Designer Drugz & Beatdownz” (A-Wax & Gonzoe feat. E-40)
- 2009: „Kush Is My Cologne” (Gucci Mane featuring Bun B, E-40 & Devin the Dude)
- 2009: „40 Dayz” (Stormshadowz featuring E-40)
- 2010: „ZipLock” (Mac Wayne featuring E-40)
- 2010: „You Don't Wanna Funk” (Kutt Calhoun featuring BG Bulletwound & E-40)
- 2010: „Do It” (Drew Deezy featuring E-40)
- 2010: „Welcome To California” (40 Glocc featuring Seven, Snoop Dogg, Xzibit, E-40 & Too Short)
- 2010: „Since the 90's” (Pimp C featuring The Gator Main & E-40)
- 2010: „Go Girl” (Baby Bash featuring E-40)
- 2011: „Treal” (Keak da Sneak, P.S.D. Tha Drivah & Messy Marv featuring E-40 & Nio Tha Gift)
- 2011: „Out Of Control” (Moonshine Bandits featuring E-40)
- 2011: „Feel N Like Pac” (Philthy Rich featuring E-40)
- 2011: „Knockin” (Travis Barker featuring Snoop Dogg, Ludacris, E-40 & Dev
- 2011: „My Fuckin' House” (Snoop Dogg featuring Young Jeezy & E-40)

## Teledyski
- 1993: „Captain Save A Hoe” (featuring The Click)
- 1993: „Practice Lookin' Hard"
- 1995: „Birds in the Kitchen” (C-Bo featuring E-40)
- 1995: „Sprinkle Me” (featuring Suga T)
- 1995: „1-Luv” (featuring Levitti)
- 1995: „Dusted 'N' Disgusted” (featuring Spice 1, 2Pac & Mac Mall)
- 1996: „Rappers' Ball” (featuring Too Short & K-Ci)
- 1996: „Things'll Never Change"
- 1997: „Yay Deep” (featuring B-Legit & Richie Rich)
- 1998: „From The Ground Up” (featuring Too Short & K-Ci and JoJo)
- 1998: „Hope I Don’t Go Back"
- 1999: „Big Ballin' With My Homies"
- 1999: „Earl That’s Yo' Life” (featuring Too Short & Otis & Shug) / „L.I.Q."
- 2000: „Nah, Nah...” (featuring Nate Dogg)
- 2000: „Behind The Gates” (featuring Ice Cube)
- 2002: „Automatic” (featuring Fabolous)
- 2003: „One Night Stand” (featuring DJ Kayslay) / „Gasoline"
- 2003: „Quarterbackin'” (featuring Clipse)
- 2006: „Tell Me When to Go” (featuring Keak da Sneak)
- 2006: „U And Dat” (featuring T-Pain & Kandi Girl)
- 2008: „Wake It Up” (featuring Akon)
- 2008: „Got Rich Twice” (featuring Turf Talk)
- 2010: „Bitch” (featuring Too Short)
- 2010: „Over The Stove"
- 2010: „Lightweight Jammin” (featuring Clyde Carson & Husalah of Mob Figaz)
- 2010: „The Weedman” (featuring Stresmatic)
- 2010: „Can't Stop the Boss” (featuring Snoop Dogg, Too Short & Jazze Pha)
- 2010: „Spend the Night” (featuring Björk, Laroo, The DB'z, Droop-E & B-Slimm)
- 2010: „He's a Gangsta” (featuring Messy Marv, The Jacka & Kaveo)
- 2010: „Show Me What You Workin’ Wit'” (featuring Too Short)
- 2010: „The Server"
- 2010: „Nice Guys"
- 2011: „My Lil’ Grimey Nigga” (featuring Stressmatic)
- 2011: „My Money Straight” (featuring Guce, Black C & Young Jun3)